# Odynerus sylveirae
Odynerus sylveirae är en stekelart som beskrevs av Henri Saussure 1854. Odynerus sylveirae ingår i släktet lergetingar, och familjen Eumenidae. Inga underarter finns listade i Catalogue of Life.